# Bell Helicopter
Bell Helicopter és una empresa estatunidenca especialitzada en helicòpters i aeronaus d'ala rotatòria amb seu a Fort Worth, Texas. És una divisió de l'empresa Textron i compta amb instal·lacions de producció d'aeronaus militars a Texas, EUA, i d'helicòpters civils al Quebec, Canadà.
La companyia va ser fundada el juliol de 1935 per Lawrence Dale Bell a Buffalo, Nova York. Primer s'especialitzaren en la producció de caces com el P-39 Airacobra, actiu durant la Segona Guerra Mundial. Posteriorment foren mundialment coneguts pels seus dissenys d'helicòpters com l'icònic UH-1 "Huey" emprat en gran nombre pels Estats Units a la Guerra del Vietnam.

## Dissenys

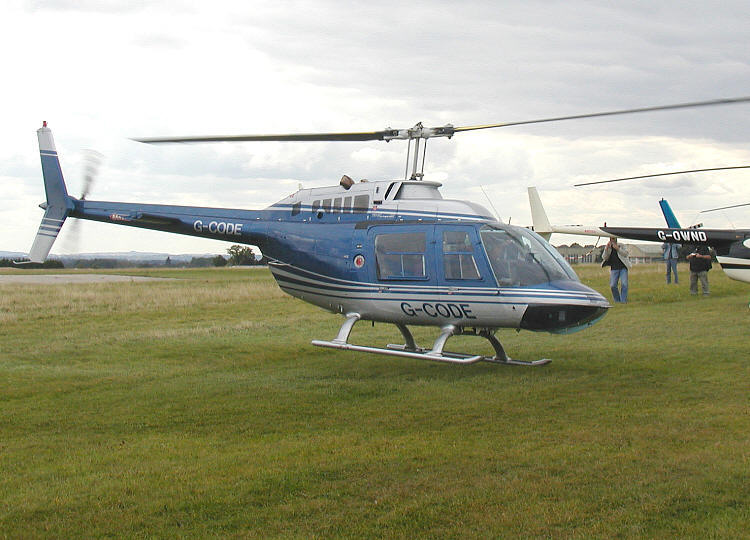
Bell 206B JetRanger III

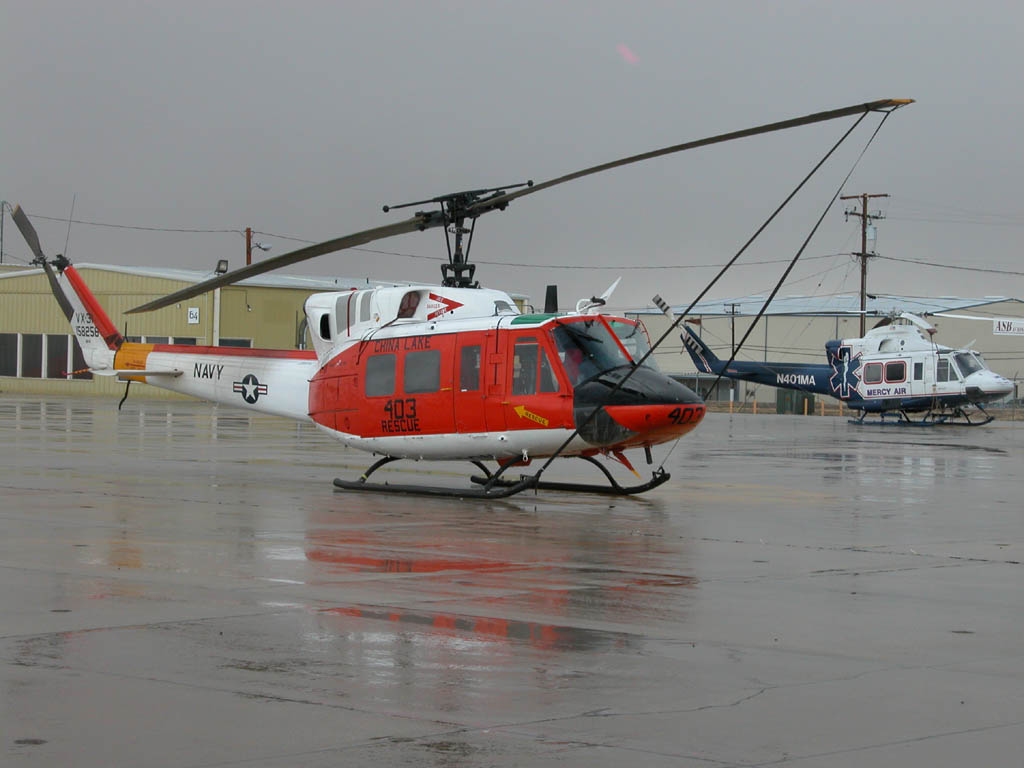
Comparació d'un Bell 212 (U.S. Navy) i un Bell 412 (Mercy Air)

Civils:
- Bell 206
- Bell 412

Militars:
- Bell UH-1 Iroquois
- Bell AH-1 Cobra
- Bell AH-1 SeaCobra/SuperCobra